# Megola
La Megola era una Casa motociclistica tedesca attiva tra il 1921 e il 1925 a Monaco di Baviera. Il nome della ditta deriva dalle iniziali, leggermente riviste, dei tre progettisti che l'avevano costituita:Meixner, Cockerell e Landgraff.

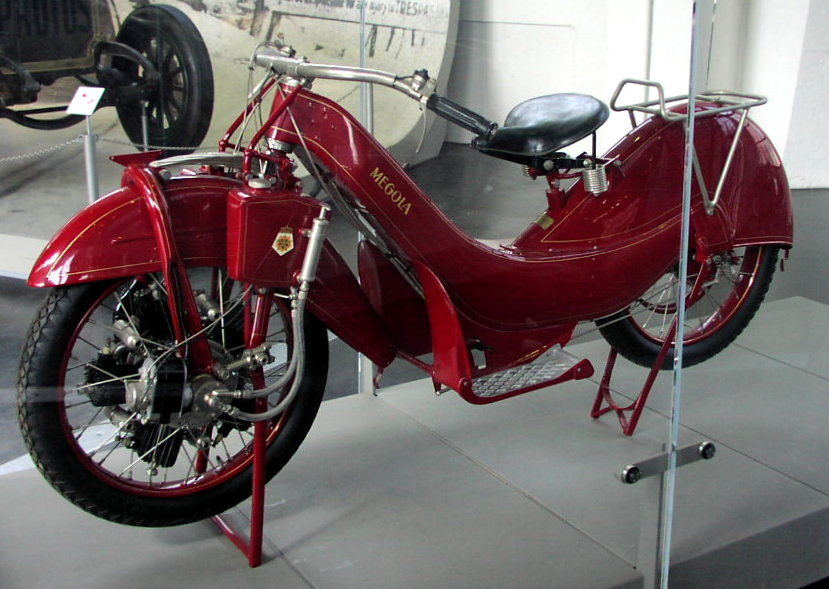
Una moto Megola

I prodotti della Megola erano caratterizzati da una concezione unica, mai vista prima nell'industria motociclistica, di utilizzare un motore rotativo inserito all'interno della ruota anteriore. Il motore era un 5 cilindri a stella raffreddato ad aria dotato di valvole laterali, del tipo detto Monosoupape (Monovalvola), ed aveva una cilindrata di 640 cm³. L'albero motore era costituito dall'asse della ruota che rimaneva fermo mentre il motore, ruotando come avveniva sui motori degli aerei della prima guerra mondiale, trascinava con sé la ruota facendo muovere il mezzo. Una valvola a farfalla, comandata a mano, era posta nel mozzo e controllava la quantità di miscela che veniva inviata al motore. La potenza erogata era di 14 hp (10 kW) che però veniva trasferita completamente alla ruota. Ne risultava un mezzo con un baricentro molto basso e perciò dotato di una buona maneggevolezza.

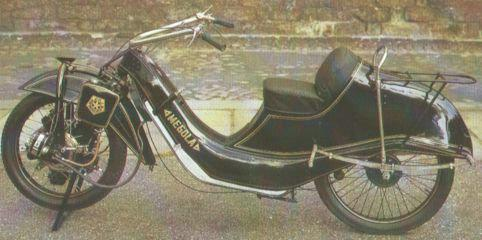
Una Megola del 1922

Data la particolare configurazione della moto, furono necessarie anche altre innovazioni. Mancando di frizione e di trasmissione il motore aveva una erogazione molto dolce. La motocicletta si avviava a spinta o facendo girare, con una persona per lato, la ruota anteriore. Per la manutenzione si potevano smontare i cilindri senza dover togliere dall'asse la ruota anteriore. Anche le gomme erano pensate per avere la forma di una salsiccia e poter essere sostituite senza dover togliere la ruota. Il serbatoio principale del carburante era sistemato nel telaio e alimentava, per gravità, un altro piccolo serbatoio posto sull'asse della ruota. Infine le sospensioni erano a molle semiellittiche.
La motocicletta sviluppava una velocità massima di 85 Km/h (52 mph) che le permise di vincere il campionato tedesco del 1924. I modelli successivi erano accreditati di una velocità di 140 km/h (88 mph).
In totale furono 2.000 le Megola prodotte. Ai nostri giorni ne restano solo 10 esemplari funzionanti e uno di questi è esposto al Guggenheim Museum di New York.